# Чеган
Чѐган или понякога Чѐганово (на гръцки: Άγιος Αθανάσιος, Агиос Атанасиос, до 1926 година Τσέγανη, Цегани) е село в Република Гърция, в дем Воден (Едеса), област Централна Македония.

## География
Селото е разположено на 30 km западно от Воден (Едеса) и на около 50 km източно от Лерин (Флорина). Селото е изградено на плато, на височина 1220 m в планината Малка Нидже, сред борови гори под връх Пиперица (Πιπερίτσα, 1998 m). Землището на селото е 60 km2, от които 9 са под Островското езеро.

## История

### В Османската империя
Във втората половина на XV век селото е дервентджийско. Църквата„Възнесение Господне“ в Чеган датира от 1700 година. В 1848 година руският славист Виктор Григорович описва в „Очерк путешествия по Европейской Турции“ Чегано като българско село. Александър Синве („Les Grecs de l’Empire Ottoman. Etude Statistique et Ethnographique“), който се основава на гръцки данни, в 1878 година пише, че в Цеган (Tségan), Мъгленска епархия, живеят 540 гърци. В „Етнография на вилаетите Адрианопол, Монастир и Салоника“, издадена в Константинопол в 1878 година и отразяваща статистиката на населението от 1873 година, Чеганче (Tchegantche) е посочено като село със 124 домакинства с 547 жители българи. Според Търпо Поповски:
| „ | ...както сираците мечтаят да се явят пред тях някой ден живи родителите им, така и чеганци с отворени очи очакват „попче“ и „даскалче“ да им говори на роден български език. | “ |

Според статистиката на Васил Кънчов („Македония. Етнография и статистика“) в 1900 година в Чеган живеят 750 българи.
След Илинденското въстание цялото село минава под върховенството на Българската екзархия. По данни на секретаря на екзархията Димитър Мишев („La Macédoine et sa Population Chrétienne“) в 1905 година в Чеган има 1200 българи екзархисти.
В 1902 година Христо Силянов пише за Чеган:
| „ | От Жерве се отправихме за Чеган, усамотено стоковъдно село, живописно разположено върху един висок склон на Нидже. Пътят не е дълъг, но главоломно стръмен и изнурителен. Посвиквал вече на трудни походи, аз не се озадачих от предупреждението на другарите, че отиваме в най-високото село на нашия район. Но те имаха право. Запомних добре Чеган със задъхванията си по стръмнината, с първобитността на жителите му, с гъстото кисело мляко, което ни донесоха, и с оная особена тежка миризма на овчи кожи и добитък, с която са пропити и хората, и всичките им вещи. | “ |

През 1908 година в селото се открива българско училище. Според просветния деятел от това време Георги Трайчев училището е било първоначално – с четири отделения и една забавачница.
При избухването на Балканската война в 1912 година 7 души от Чеган са доброволци в Македоно-одринското опълчение.

### В Гърция
През войната селото е окупирано от гръцки части и остава в Гърция след Междусъюзническата война. При акция за събиране на оръжие гръцки части, начело с патриаршисткия свещеник, пребиват шестима българи от Чеган.
През Първата световна война в района на Чеган през август 1916 г. се развива голямото Чеганско сражение между български и съглашенски части. Селото е за кратко освободено от българската армия. Боривое Милоевич пише в 1921 година („Южна Македония“), че Чеган има 180 къщи славяни християни. В 1926 селото е прекръстено на Агиос Атанасиос, но името Цегани се употребява и днес.
Чеган пострадва значително по време на Гръцката гражданска война – много от жителите му загиват и много се изселват в социалистическите страни. Селото е изоставено и жителите му се пренасят малко по-ниско в склона на планината и се оформя ново село Нов Чеган (Неос Агиос Атанасиос). След нормализирането на ситуацията в страна част от жителите на Чеган се връщат.
Старото село днес е туристическа атракция и в началото на XXI век в него са построени десетки нови къщи в традиционен стил с камъни и съвременни керемидени покриви като с това е загубило предишния си автентичен вид.
Селото произвежда предимно орехи, кестени, череши, както и пшеница и царевица.
| Име                         | Име             | Ново име     | Ново име      | Описание                                                     |
| --------------------------- | --------------- | ------------ | ------------- | ------------------------------------------------------------ |
| Русан                       | Ρουσάν          | Ксантотопос  | Ξανθότοπος    | местност на западния бряг на Островското езеро на Ю от Бегна |
| Бегна                       | Μπέγνα          | Перасма      | Πέρασμα       | възвишение на ЮЗ от бившето село Бегна                       |
| Койфер Блак                 | Κοϊφέρ Μπλάκ    | Плая         | Πλαγιά        | връх на Ю от Чеган и на СЗ от Бегна (955,1 m)                |
| Демир дол                   | Ντεμίρ Ντοΰ     | Криорема     | Κρυόρεμα      | река на Ю от Чеган, вливаща се в Островското езеро при Бегна |
| Позерно                     | Ποζέρνο         | Термиес      | Θερμιές       | местност на Ю от Чеган                                       |
| Кале                        | Καλέ            | Порос        | Πόρος         | възвишение на ЮЗ бряг на Островското езеро                   |
| Сливя                       | Σλίβια          | Дамаскиниес  | Δαμασκηνιές   | местност на ЮЗ от Чеган                                      |
| Среднио рид                 | Στρέτνιοριτ     | Месеа Корифи | Μεσαία Κορυφή | връх на Ю от Чеган и на С от Бегна (770 m)                   |
| Гарцки нивя или Крески ниви | Γκαρτσκινίβια   | Хорафиес     | Χωραφιές      | местност на Ю от Чеган                                       |
| Лятиф Аргач или Лянос Аргач | Λιάντιφ Άργάτσι | Лулудотопос  | Λουλουδότοπος | местност на З от Чеган                                       |
| Пещера                      | Πιστέρα         | Спилия       | Σπηλιά        | връх на ЮИ от Чеган                                          |
| Долна бука                  | Ντόλνα Μπούκα   | Като Оксия   | Κάτω Όξυά     | връх на И от Чеган (1205,4 m)                                |
| Ореите                      | Όρέϊτε          | Каридиес     | Καρυδιές      | местност на И от Чеган                                       |
| Клувка                      | Κλούφκα         | Куфорема     | Κουφόρεμα     | река на С от Чеган                                           |
| Лочик Аргач                 | Λότσικ Άργάτς   | Лулудия      | Λουλούδια     | местност на С от Чеган                                       |

| Година    | 1913 | 1920 | 1928 | 1940 | 1951 | 1961 | 1971 | 1981 | 1991 | 2001 | 2011 | 2021 |
| --------- | ---- | ---- | ---- | ---- | ---- | ---- | ---- | ---- | ---- | ---- | ---- | ---- |
| Население | 1043 | 948  | 1024 | 1395 | 722  | 997  | 703  | 483  | 94   | 184  | 67   | 41   |

## Личности
Родени в Чеган
- Атанас Н. Лазов (1874 – ?), македоно-одрински опълченец, 1 дебърска дружина[23]
- Атанас Поплазаров (1867 – ?), войвода на ВМОРО, македоно-одрински опълченец
- Атанас Попов, български революционер от ВМОРО, войвода на селската чета от Чеган през Илинденско-Преображенското въстание[24]
- Гацо Нушев (Кушев, 1884 – ?), македоно-одрински опълченец, 1 рота на 1 дебърска дружина[25]
- Геле Чегански, македоно-одрински опълченец, Сборна партизанска рота на МОО[26]
- Георги Гулев, деец на българското македоно-одринско национално освободително движение[27]
- Георги Н. Ташков (1886 – ?), македоно-одрински опълченец, 3 рота на 6 охридска дружина[28]
- Иван Динев – Капитана, деец на ВМРО
- Мара Капитанчова (? - 1944), гръцка комунистка, осъдена от съд в Солун на смърт и разстреляна[29]
- Мите Чичеков, деец на ВМОРО, убит от младотурците[30]
- Мице Чегански (Димитър Христов, 1881 – 1970), войвода на ВМОРО и ВМРО
- Ташо Тойтов (1895 – ?), деец на ВМРО [31]
- Пецо Стоянов (? – 1903), български революционер, загинал в Баница
- Ташо Лаков, български революционер от ВМОРО
- Христо Василев Колчев, деец на ВМОРО, войвода на четата от родното си село, по-късно нелегален четник при Тане Стойчев, загинал заедно с войводата на 28 юни 1907 година край Чеганските колиби[32]
- Христо Пандели Колчев (Колчиф) (1926 – ?), ятак на ЕЛАС (1944 – 1945), войник на ДАГ (1947 – 1949), през 1949 година заминава за България на лечение, установява се във Варна[33]
- Яне Георгиев (1886 – ?), македоно-одрински опълченец, 1 дебърска дружина[34]
- Яне Георгиев (1879 – ?), македоно-одрински опълченец, инженерно-техническа част, носител на орден „За храброст“ IV степен[34]

Починали в Чеган
- Кирил Коларов (1885 – 1916), български журналист
- Тане Стойчев (1874 – 1907), български революционер

Свързани с Чеган
- Велко Велков – Скочивирчето (1877 – 1906), български революционер от ВМОРО, по произход от Чеган